# Oleksandr Schmundjak
Oleksandr Hennadijowytsch Schmundjak (ukrainisch Олександр Геннадійович Шмундяк; * 25. Juni 1998 in Dnipropetrowsk, Oblast Dnipropetrowsk) ist ein ukrainischer Badmintonspieler.

## Leben und Karriere
Schmundjak wurde 1998 in Dnipro geboren. Sein erstes internationales Turnier als Junior spielte er im Jahr 2012 beim Ukraine Junior International Tournament 2012 vom 29. August bis zum 1. September in seiner Geburtsstadt Dnipro. Bei den Europäischen Hochschulspielen in Polen, ausgerichtet in Lozda, gewann er 2022 Bronze.